# Надбарьерное отражение
Надбарье́рное отраже́ние — термин, употребляемый в квантовой механике для описания невозможного в классической физике явления отражения движущейся частицы от потенциального барьера, максимальная высота которого {\displaystyle U_{max}} меньше полной энергии частицы {\displaystyle E}. Коэффициент отражения определяется формой барьера (в одномерном случае {\displaystyle U(x)}), а также энергией и массой частицы. При этом коэффициент прохождения оказывается меньше единицы. Аналогичный эффект имеет место при прохождении частицы над потенциальной ступенькой или квантовой ямой.

## Подход к рассмотрению
Независимо от профиля потенциала {\displaystyle U(x)} движение частицы рассматривается с использованием стационарного уравнения Шрёдингера. Принимается, что частица движется слева направо (вдоль оси {\displaystyle x}), потенциал на большом расстоянии слева от барьера равен нулю, а справа {\displaystyle V_{0}} (возможно, {\displaystyle V_{0}} тоже равно нулю). В таком случае волновые функции слева и справа от барьера представляют собой плоские волны вида: 
{\displaystyle \psi _{1}(x)=e^{ik_{1}x}+re^{-ik_{1}x}\,\,} (далеко слева),
{\displaystyle \psi _{2}(x)=te^{ik_{2}x}\,\,} (далеко справа).
{\displaystyle k_{1}={\sqrt {\frac {2m_{1}E}{\hbar ^{2}}}}} и {\displaystyle k_{2}={\sqrt {\frac {2m_{2}(E-V_{0})}{\hbar ^{2}}}}} — модули волновых векторов.
Масса {\displaystyle m}, вообще говоря, может различаться по областям, почему её символ и снабжён дополнительным индексом; {\displaystyle \hbar } — постоянная Планка.
Если профиль {\displaystyle U(x)} содержит резкие скачки, то на всех границах должно выполняться условие «сшивки» волновой функции {\displaystyle \psi } и токов вероятности; последнее требует обеспечения непрерывности величины {\displaystyle \psi ^{'}/m}.
В процессе решения уравнения Шрёдингера определяются неизвестные константы {\displaystyle r} и {\displaystyle t}, с использованием которых далее находятся коэффициенты отражения и прохождения:
{\displaystyle R=|r|^{2},\qquad T={\frac {k_{2}m_{1}}{m_{2}k_{1}}}|t|^{2}}.
Ниже представлены результаты такого рассмотрения для нескольких систем.

## Примеры

### Скачок потенциальной энергии

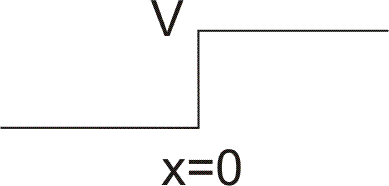
Потенциальная энергия как функция координаты

Задача о переходе частицы, без изменения её массы, в область с другой потенциальной энергией {\displaystyle V_{0}=V}, имеет следующее решение:
{\displaystyle r={\frac {k_{1}-k_{2}}{k_{1}+k_{2}}},\qquad t={\frac {2k_{1}}{k_{1}+k_{2}}}}.
Коэффициенты отражения и прохождения составляют
{\displaystyle R=\left({\frac {1-{\sqrt {1-V/E}}}{1+{\sqrt {1-V/E}}}}\right)^{2},\quad T={\frac {4{\sqrt {1-V/E}}}{\left(1+{\sqrt {1-V/E}}\right)^{2}}}}.
Коэффициент отражения имеет конечное значение, но при стремлении {\displaystyle E} к бесконечности он стремится к нулю.

### Прямоугольный потенциальный барьер

Потенциальная энергия как функция координаты

В случае прямоугольного барьера потенциал по обе его стороны нулевой (и {\displaystyle V_{0}=0}). Условия сшивки действуют на двух границах: при {\displaystyle x=0} и {\displaystyle x=a}. Волновые векторы слева-справа и в барьере составляют 
{\displaystyle k_{1}=k_{2}={\sqrt {\frac {2mE}{\hbar ^{2}}}},\qquad k_{b}={\sqrt {\frac {2m(E-V)}{\hbar ^{2}}}}}.
Результат для коэффициентов отражения и прохождения:
{\displaystyle R=1-T,\qquad T={\frac {1}{1+{\frac {(k_{1}^{2}-k_{b}^{2})^{2}}{4k_{1}^{2}k_{b}^{2}}}\sin ^{2}{k_{b}a}}}}.
При {\displaystyle E>V} коэффициент отражения в общем случае отличен от нуля. Но при определённых энергиях {\displaystyle E} становится {\displaystyle R=0} из-за обнуления синуса.

### Изменение эффективной массы

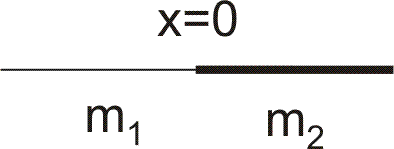
Потенциальная энергия, как функция координаты неизменна, но масса для частицы слева и справа от нуля различна

В данном случае коэффициенты {\displaystyle r} и {\displaystyle t} рассчитываются по формулам:
{\displaystyle r={\frac {{\sqrt {m_{1}}}-{\sqrt {m_{2}}}}{{\sqrt {m_{1}}}+{\sqrt {m_{2}}}}},\qquad t={\frac {2{\sqrt {m_{1}}}}{{\sqrt {m_{1}}}+{\sqrt {m_{2}}}}}}.
Соответственно, коэффициенты отражения и прохождения составят
{\displaystyle R=\left({\frac {{\sqrt {m_{1}}}-{\sqrt {m_{2}}}}{{\sqrt {m_{1}}}+{\sqrt {m_{2}}}}}\right)^{2},\qquad T={\frac {4{\sqrt {m_{1}m_{2}}}}{\left({\sqrt {m_{1}}}+{\sqrt {m_{2}}}\right)^{2}}}}.
При равенстве эффективных масс нет никакого отражения.

### Бесконечная квантовая яма

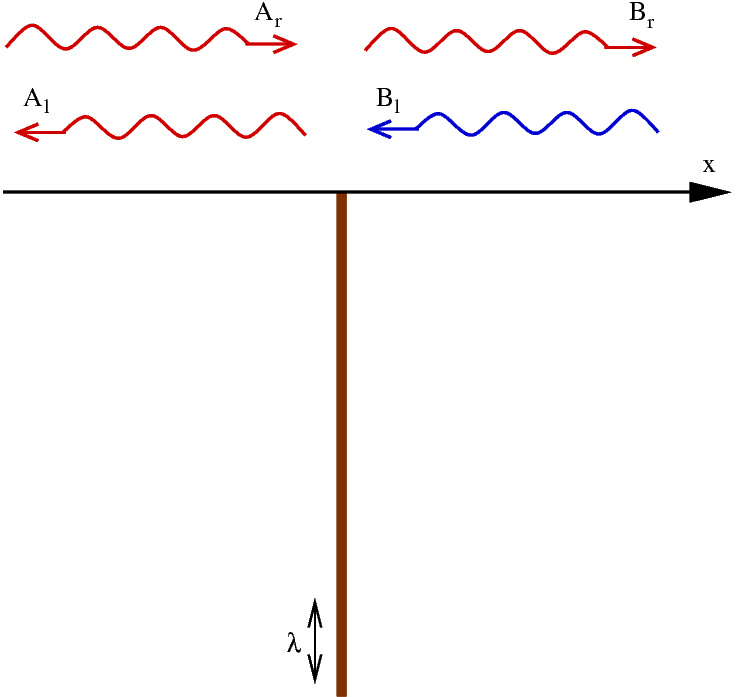
Прохождение частицы над ямой в виде дельта-функции

Дельтообразная квантовая яма — это потенциал вида {\displaystyle U(x)=\lambda /m\cdot \delta (x)}, где {\displaystyle \lambda ={\mbox{const}}<0}. 
Примечание: при наличии {\displaystyle \delta }-функциональных особенностей потенциала несколько изменяются условия сшивки производных, вытекающие из требования непрерывности тока, см. конкретнее.
Коэффициенты отражения и прохождения для такой ямы составляют
{\displaystyle R=|r|^{2}={\frac {1}{1+{\frac {2m\hbar ^{2}E}{\lambda ^{2}}}}},\qquad T=|t|^{2}={\frac {1}{1+{\frac {\lambda ^{2}}{2m\hbar ^{2}E}}}}}.
Получается, что отражение частицы возможно при её надъямном движении с любой энергией {\displaystyle E}, хотя при повышении энергии вероятность отражения снижается.

## Практическая релевантность
Все типы структур, представленные выше, встречаются или могут быть созданы на практике. В технологии полупроводниковых гетероструктур есть возможность получения многослойных систем с различными материалами. Поскольку возможности варьирования комбинаций материалов достаточно широки, вполне реально получение желаемых высот барьеров (от долей эВ до нескольких эВ) и величин эффективной массы. Соответственно, роль профиля потенциала {\displaystyle U(x)} будет играть профиль зоны проводимости {\displaystyle E_{c}(x)}.